# Palakattumala
 (signalé en août 2025).
Si vous disposez d'ouvrages ou d'articles de référence ou si vous connaissez des sites web de qualité traitant du thème abordé ici, merci de compléter l'article en donnant les références utiles à sa vérifiabilité et en les liant à la section « Notes et références ».
- Archive Wikiwix
- Bing
- Cairn
- DuckDuckGo
- E. Universalis
- Gallica
- Google
- G. Books
- G. News
- G. Scholar
- Persée
- Qwant
- (zh) Baidu
- (ru) Yandex
- (wd) trouver des œuvres sur Wikidata

Palakattumala (malayâlam : പാലക്കാട്ടുമല) est un village et une municipalité de l'État du Kerala en Inde, dans le district du Kottayam.

## Géographie
Le terrain autour du village est plat. La densité de population est de 1 095 habitants au kilomètre carré. La communauté la plus proche est Erāttupetta (en), à 17,5 kmà l'est de Palackattumala. Les environs sont principalement couverts de savane.

## Personnalités
- Jose Kaimlett (1941-2018), prêtre catholique et missionnaire.